# Принс-оф-Уэльс — Хайдер

Принс-оф-Уэльс—Хайдер на карте Аляски

Принс-оф-Уэльс — Хайдер (англ. Prince of Wales–Hyder Census Area) — зона переписи населения в штате Аляска, США. Является частью неорганизованного боро и потому не имеет административного центра. Крупнейшими населёнными пунктами данной территории являются Крейг и Метлакатла. Население зоны по данным переписи 2010 года составляет 5559 человек.

## География
Общая площадь зоны составляет 19 900 км², из них 10 160 км² — суша и 9740 км² (49 %) — водные пространства. Ранее современная зона переписи была частью более крупной зоны Принс-оф-Уэльс—Аутер-Кетчикан, но в 2008 году большая часть территории Аутер-Кетчикан (кроме статистически обособленной местности Хайдер и острова Аннетт) отошла к боро Кетчикан-Гейтуэй. Сегодня Хайдер является эксклавом зоны переписи, а остров Аннетт также почти со всех сторон окружён территорией боро Кетчикан-Гейтуэй. До передачи территорий в 2008 году Кетчикан-Гейтуэй напротив, сам был анклавом, окружённым зоной переписи населения Принс-оф-Уэльс—Аутер-Кетчикан.
Граничит с боро Ситка (на северо-западе), с зоной переписи населения Хуна-Ангун (на севере), с боро Питерсберг (на северо-востоке), с боро Врангель и Кетчикан-Гейтуэй (на востоке). Эксклав Хайдер граничит также с канадской провинцией Британская Колумбия.

## Населённые пункты

### Города
- Коффман-Коув
- Крейг
- Эдна-Бей
- Хайдаберг
- Кейк (Аляска)
- Касан (Аляска)
- Клейуок
- Порт-Алегзандер
- Торн-Бей

### Статистически обособленные местности
- Холлис[англ.]
- Хайдер[англ.]
- Метлакатла[англ.]
- Наукати-Бей[англ.]
- Пойнт-Бейкер[англ.]
- Порт-Протекшен[англ.]
- Уэйл-Пасс[англ.]